# Élections législatives de 1962 en Charente-Maritime
Les élections législatives françaises de 1962 ont lieu les 18 et 25 novembre 1962. Dans le département de la Charente-Maritime, cinq députés sont à élire dans le cadre de cinq circonscriptions.

## Élus
| Circonscription | Député sortant               | Parti | Parti         | Député élu ou réélu | Parti | Parti   |
| --------------- | ---------------------------- | ----- | ------------- | ------------------- | ----- | ------- |
| 1re             | Alain de Lacoste-Lareymondie |       | CNIP          | André Salardaine    |       | UNR-UDT |
| 2e              | Albert Bignon                |       | UNR           | Albert Bignon       |       | UNR-UDT |
| 3e              | André Brugerolle             |       | Divers droite | André Brugerolle    |       | CNIP    |
| 4e              | André Bégouin                |       | CNIP          | Daniel Daviaud      |       | Rad     |
| 5e              | André Lacaze                 |       | CNIP          | Jean de Lipkowski   |       | UNR-UDT |

## Résultats

### Résultats à l'échelle du département
| Parti          | Parti                                            | Premier tour | Premier tour | Second tour | Second tour | Sièges |
| Parti          | Parti                                            | Voix         | %            | Voix        | %           | Sièges |
| -------------- | ------------------------------------------------ | ------------ | ------------ | ----------- | ----------- | ------ |
|                | Union pour la nouvelle République (UDT)          | 53 052       | 31,92        | 73 001      | 43,05       | 3      |
|                | Modérés                                          | 3 981        | 2,39         | 3 445       | 2,03        | 0      |
|                | Majorité présidentielle                          | 57 033       | 34,31        | 76 446      | 45,08       | 3      |
|                |                                                  |              |              |             |             |        |
|                | Centre national des indépendants et paysans      | 42 847       | 25,78        | 32 505      | 19,17       | 1      |
|                | Mouvement républicain populaire                  | 1 602        | 0,96         | Retrait     | Retrait     | 0      |
|                | Centre démocratique                              | 44 449       | 26,74        | 32 505      | 19,17       | 1      |
|                |                                                  |              |              |             |             |        |
|                | Parti communiste français                        | 28 806       | 17,33        | 38 352      | 22,62       | 0      |
|                | Parti républicain, radical et radical-socialiste | 21 171       | 12,74        | 22 271      | 13,13       | 1      |
|                | Section française de l'Internationale ouvrière   | 8 795        | 5,29         | Retrait     | Retrait     | 0      |
|                | Parti socialiste unifié                          | 4 759        | 2,86         | Retrait     | Retrait     | 0      |
|                | Extrême gauche                                   | 1 212        | 0,73         |             |             | 0      |
|                |                                                  |              |              |             |             |        |
| Inscrits       | Inscrits                                         | 285 131      | 100,00       | 287 092     | 100,00      | 5      |
| Abstentions    | Abstentions                                      | 111 717      | 39,18        | 105 714     | 36,82       |        |
| Votants        | Votants                                          | 173 414      | 60,82        | 181 378     | 63,18       |        |
| Blancs et nuls | Blancs et nuls                                   | 7 189        | 4,15         | 11 804      | 6,51        |        |
| Exprimés       | Exprimés                                         | 166 225      | 95,85        | 169 574     | 93,49       |        |

### Résultats par circonscription

#### Première circonscription (La Rochelle)
| Candidat                    | Candidat                             | Parti          | Premier tour | Premier tour | Second tour | Second tour |  |
| Candidat                    | Candidat                             | Parti          | Voix         | %            | Voix        | %           |  |
| --------------------------- | ------------------------------------ | -------------- | ------------ | ------------ | ----------- | ----------- |  |
|                             | André Salardaine élu                 | UNR-UDT        | 18 895       | 47,68        | 24 916      | 65,54       |  |
|                             | Léon Belly                           | PCF            | 8 384        | 21,15        | 13 101      | 34,46       |  |
|                             | Alain de Lacoste-Lareymondie sortant | CNIP           | 6 922        | 17,47        | Retrait     | Retrait     |  |
|                             | Roger Faraud                         | SFIO           | 5 431        | 13,7         | Retrait     | Retrait     |  |
|                             |                                      |                |              |              |             |             |  |
| Inscrits                    | Inscrits                             | Inscrits       | 61 521       | 100,00       | 61 527      | 100,00      |  |
| Abstentions                 | Abstentions                          | Abstentions    | 20 984       | 34,11        | 20 347      | 33,07       |  |
| Votants                     | Votants                              | Votants        | 40 537       | 65,89        | 41 180      | 66,93       |  |
| Blancs et nuls              | Blancs et nuls                       | Blancs et nuls | 905          | 2,23         | 3 163       | 7,68        |  |
| Exprimés                    | Exprimés                             | Exprimés       | 39 632       | 97,77        | 38 017      | 92,32       |  |
| Source : Gallica et CEVIPOF |                                      |                |              |              |             |             |  |

#### Deuxième circonscription (Rochefort)
| Candidat                    | Candidat                    | Parti          | Premier tour | Premier tour | Second tour | Second tour |  |
| Candidat                    | Candidat                    | Parti          | Voix         | %            | Voix        | %           |  |
| --------------------------- | --------------------------- | -------------- | ------------ | ------------ | ----------- | ----------- |  |
|                             | Albert Bignon sortant réélu | UNR-UDT        | 11 427       | 46,43        | 16 241      | 65,68       |  |
|                             | Armand Sallé                | PCF            | 4 771        | 19,39        | 8 485       | 34,32       |  |
|                             | Roger Gaborit               | Radcent        | 4 096        | 16,64        | Retrait     | Retrait     |  |
|                             | Joseph Deplanne             | MRP            | 1 602        | 6,51         | Retrait     | Retrait     |  |
|                             | Claude Péninque             | CNIP           | 1 502        | 6,1          | Retrait     | Retrait     |  |
|                             | Michel Fort                 | Divers gauche  | 1 212        | 4,92         |             |             |  |
|                             |                             |                |              |              |             |             |  |
| Inscrits                    | Inscrits                    | Inscrits       | 43 812       | 100,00       | 45 799      | 100,00      |  |
| Abstentions                 | Abstentions                 | Abstentions    | 18 431       | 42,07        | 19 272      | 42,08       |  |
| Votants                     | Votants                     | Votants        | 25 381       | 57,93        | 26 527      | 57,92       |  |
| Blancs et nuls              | Blancs et nuls              | Blancs et nuls | 771          | 3,04         | 1 801       | 6,79        |  |
| Exprimés                    | Exprimés                    | Exprimés       | 24 610       | 96,96        | 24 726      | 93,21       |  |
| Source : Gallica et CEVIPOF |                             |                |              |              |             |             |  |

#### Troisième circonscription (Saint-Jean-d'Angély)
| Candidat                    | Candidat                       | Parti          | Premier tour | Premier tour | Second tour | Second tour |  |
| Candidat                    | Candidat                       | Parti          | Voix         | %            | Voix        | %           |  |
| --------------------------- | ------------------------------ | -------------- | ------------ | ------------ | ----------- | ----------- |  |
|                             | André Brugerolle sortant réélu | CNIP           | 13 443       | 49,2         | 16 738      | 57,26       |  |
|                             | Jean-François Chabasse         | UNR-UDT        | 6 318        | 23,12        | 6 865       | 23,49       |  |
|                             | Serge Vuagnoux                 | PCF            | 4 197        | 15,36        | 5 628       | 19,25       |  |
|                             | André Dubois                   | SFIO           | 3 364        | 12,31        | Retrait     | Retrait     |  |
|                             |                                |                |              |              |             |             |  |
| Inscrits                    | Inscrits                       | Inscrits       | 46 973       | 100,00       | 46 960      | 100,00      |  |
| Abstentions                 | Abstentions                    | Abstentions    | 18 836       | 40,1         | 17 065      | 36,34       |  |
| Votants                     | Votants                        | Votants        | 28 137       | 59,9         | 29 895      | 63,66       |  |
| Blancs et nuls              | Blancs et nuls                 | Blancs et nuls | 815          | 2,9          | 664         | 2,22        |  |
| Exprimés                    | Exprimés                       | Exprimés       | 27 322       | 97,1         | 29 231      | 97,78       |  |
| Source : Gallica et CEVIPOF |                                |                |              |              |             |             |  |

#### Quatrième circonscription (Saintes)
| Candidat                    | Candidat              | Parti          | Premier tour | Premier tour | Second tour | Second tour |  |
| Candidat                    | Candidat              | Parti          | Voix         | %            | Voix        | %           |  |
| --------------------------- | --------------------- | -------------- | ------------ | ------------ | ----------- | ----------- |  |
|                             | Daniel Daviaud élu    | Radsoc         | 12 074       | 33,47        | 22 271      | 53,69       |  |
|                             | André Bégouin sortant | CNIP           | 11 240       | 31,16        | 15 767      | 38,01       |  |
|                             | Guy Le Bélicard       | PCF            | 6 408        | 17,76        | Retrait     | Retrait     |  |
|                             | Michel Grenot         | Modérés        | 3 981        | 11,04        | 3 445       | 8,3         |  |
|                             | Jacques Desmoulins    | PSU            | 2 373        | 6,58         | Retrait     | Retrait     |  |
|                             |                       |                |              |              |             |             |  |
| Inscrits                    | Inscrits              | Inscrits       | 69 193       | 100,00       | 69 178      | 100,00      |  |
| Abstentions                 | Abstentions           | Abstentions    | 29 616       | 42,8         | 25 669      | 37,11       |  |
| Votants                     | Votants               | Votants        | 39 577       | 57,2         | 43 509      | 62,89       |  |
| Blancs et nuls              | Blancs et nuls        | Blancs et nuls | 3 501        | 8,85         | 2 026       | 4,66        |  |
| Exprimés                    | Exprimés              | Exprimés       | 36 076       | 91,15        | 41 483      | 95,34       |  |
| Source : Gallica et CEVIPOF |                       |                |              |              |             |             |  |

#### Cinquième circonscription (Royan)
| Candidat                    | Candidat                   | Parti          | Premier tour | Premier tour | Second tour | Second tour |  |
| Candidat                    | Candidat                   | Parti          | Voix         | %            | Voix        | %           |  |
| --------------------------- | -------------------------- | -------------- | ------------ | ------------ | ----------- | ----------- |  |
|                             | Jean-Noël de Lipkowski élu | UNR-UDT        | 16 412       | 42,53        | 24 979      | 69,16       |  |
|                             | André Lacaze sortant       | CNIP           | 9 740        | 25,24        | Retrait     | Retrait     |  |
|                             | Jean Papeau                | PCF            | 5 046        | 13,08        | 11 138      | 30,84       |  |
|                             | Pierre Lis                 | Radsoc         | 5 001        | 12,96        | Retrait     | Retrait     |  |
|                             | Michel Boucher             | PSU            | 2 386        | 6,18         | Retrait     | Retrait     |  |
|                             |                            |                |              |              |             |             |  |
| Inscrits                    | Inscrits                   | Inscrits       | 63 632       | 100,00       | 63 628      | 100,00      |  |
| Abstentions                 | Abstentions                | Abstentions    | 23 850       | 37,48        | 23 361      | 36,71       |  |
| Votants                     | Votants                    | Votants        | 39 782       | 62,52        | 40 267      | 63,29       |  |
| Blancs et nuls              | Blancs et nuls             | Blancs et nuls | 1 197        | 3,01         | 4 150       | 10,31       |  |
| Exprimés                    | Exprimés                   | Exprimés       | 38 585       | 96,99        | 36 117      | 89,69       |  |
| Source : Gallica et CEVIPOF |                            |                |              |              |             |             |  |